# Valer Dorneanu
Valer Dorneanu (ur. 21 listopada 1944 w Corbu) – rumuński polityk, prawnik i nauczyciel akademicki, parlamentarzysta i minister, w latach 2000–2004 przewodniczący Izby Deputowanych, sędzia i przewodniczący Trybunału Konstytucyjnego.

## Życiorys
W 1967 ukończył studia prawnicze na Uniwersytecie Bukareszteńskim, a w 1987 studia podyplomowe na tej uczelni. W późniejszym czasie doktoryzował się w zakresie prawa. W latach 1967–1974 pracował w prokuraturze w Bukareszcie, następnie do 1980 jako ekspert do spraw prawa pracy w rumuńskiej centrali związkowej. Od 1980 do 1985 był prokuratorem w prokuraturze generalnej. Następnie zatrudniony w Consiliul Legislativ, radzie do spraw legislacyjnych przy rumuńskim parlamencie. Po rewolucji w Rumunii z 1989 został członkiem komisji do spraw prawnych i konstytucyjnych przy Tymczasowej Radzie Jedności Narodowej.
W latach 1990–1992 pełnił funkcję doradcy prezydenta Iona Iliescu do spraw legislacji. Następnie do 1995 był ministrem odpowiedzialnym za kontakty z parlamentem w gabinecie Nicolae Văcăroiu, po czym do 2000 przewodniczył Consiliul Legislativ. W 1999 zaczął działalność akademicką jako wykładowca na Universitatea Spiru Haret w Bukareszcie. W latach 2003–2008 był profesorem uczelnianym na wydziale prawa Uniwersytetu Bukareszteńskiego, następnie został profesorem uczelnianym na stołecznym Universitatea „Nicolae Titulescu”.
W latach 2000–2008 z ramienia socjaldemokratów przez dwie kadencje sprawował mandat posła do Izby Deputowanych. Od grudnia 2000 do grudnia 2008 zajmował stanowisko przewodniczącego tej izby. W latach 2009–2010 był zastępcą sekretarza generalnego niższej izby parlamentu, następnie do 2013 zastępcą adwokata ludu (rumuńskiego rzecznika praw obywatelskich), czasowo też wykonywał obowiązki rzecznika. W 2013 z nominacji Izby Deputowanych zasiadł w Trybunale Konstytucyjnym na dziewięcioletnią kadencję. W 2016 wybrany na przewodniczącego tej instytucji.
Odznaczony Orderem Gwiazdy Rumunii V klasy.